# Triennale Game Collection
La Triennale Game Collection est une série de compilations de jeux vidéo indépendants originaux, publiées gratuitement dans le cadre des 21e et 23e éditions de la Triennale de Milan et du Milano Game Festival en 2016 et 2022. Le projet est supervisé par Pietro Righi Riva et le studio Santa Ragione.

## Concept
La collection est présentée comme « une exposition virtuelle de jeux vidéo » présentant « l’approche expérimentale de l’interactivité par leurs artistes ». Les jeux sont créés pour l’occasion par divers créateurs et créatrices indépendantes de nationalités variées.

## Jeux

### Volume 1

Logo de la première Triennale Game Collection

Les cinq jeux de la première collection (2016) sont les suivants:
1. Il Filo Conduttore, de Mario von Rickenbach et Christian Etter
2. LOCK, d’Auriea Harvey et Michaël Samyn (Tale of Tales)
3. Neighbor, de Jake Elliott, Tamas Kemenczy et Ben Babbitt (Cardboard Computer)
4. A Glass Room, de Pol Clarissou
5. The Worm Room, d’Everest Pipkin

### Volume 2

Logo de la seconde Triennale Game Collection

Les cinq jeux de la seconde collection (2022) sont les suivants:
1. WADE, d’Optillusion
2. We Are Poems, de Fern Goldfarb-Ramallo
3. Nonno’s Legend, de Nina Freeman (Star Maid Games)
4. MINE, d’Adkwasi Bediako Afrane
5. Contact, de Llaura McGee (Dreamfeel)

## Historique
D’abord publié à partir du 16 juin 2016 à raison d’un jeu par semaine sur les plateformes mobiles Android et iOS,, le premier volume de la collection est ensuite adapté pour les ordinateurs Windows et MacOS dans une version parue le 7 décembre 2016,. Deux jeux parmi les cinq, Il Filo Conduttore et The Worm Room, ont été plus tard republiés par leurs artistes dans de nouvelles versions indépendantes de la collection.
Un second volume parait à l’occasion de la 23e Triennale, avec cinq jeux pour Android, iOS, Windows et MacOS publiés entre le 12 juillet 2022 et le 30 septembre 2022.